# 梭曼
梭曼（英語：Soman），学名甲氟膦酸频那酯，由德国诺贝尔化学奖获得者理查德·库恩博士于1944年首次合成，为G类神经性毒剂中最重要的一种毒剂。第三帝国战败后苏联获得了梭曼的研究资料与生产设备并继续研究，于1950年代装备了梭曼弹药。美军代号GD，苏军代号P-55。

## 理化性質
纯品为易于流动的无色水样液体，无特殊气味，含有杂质时可释放出不易察觉的芳香水果气味或樟脑味，工业品为具有樟脑气味的淡黄色至黄色液体，与水及大多数有机溶剂可互溶，水溶性弱于沙林但脂溶性强于沙林，对皮肤的渗透能力更强。梭曼在常温下的化学性质很稳定，当环境温度高于150℃时分解明显；在水中发生水解但作用缓慢，故梭曼比沙林更适合用于水源染毒。

## 毒理
與其他G類毒劑一樣，梭曼通过膦酰化作用使乙酰胆碱酯酶失去水解乙酰膽鹼的能力，致使乙酰胆碱（Acetylcholine,Ach）在体内过量蓄积，从而引起中枢和外周胆碱能神经系统功能严重紊乱。膦酰酶经一定时间后，烷氧基上的烷基將发生脱落從而失去重活化的能力，因此中毒酶从能被重活化的状态转变为不能被重活化的状态，这一过程叫酶“老化”（Aging）。老化的实质是中毒酶负性部位带质子的酸（H+）和膦酰氧形成氢键，促使烷氧键（R'－O）的断裂和烷基（R'）的脱落。
梭曼中毒酶老化速度很快，而且几乎无自动恢复现象。这主要与毒剂的烷氧基结构有关——梭曼的烷氧基较大，能遮盖酶的负性部位，造成空间障碍。在使用酶重活化剂时，庞大的烷氧基能阻碍重活化剂与酶的负性部位结合，这也是梭曼中毒酶难以重活化和重活化剂对梭曼中毒疗效较差的原因之一。
基於上述特性，梭曼通常與其他毒劑混合使用，藉以增加診治難度從而顯著提高其戰鬥效果。

## 合成
GD可由下列反应制得: